# پاستل گوست
ویویان مون (به انگلیسی: Vivian Moon) مشهور به پاستل گوست (به انگلیسی: Pastel Ghost) موسیقی‌دان، خواننده-ترانه‌پرداز و تهیه‌کنندهٔ اهل بروکلین، نیویورک می‌باشد وی تا قبل از نقل مکان به آستین، تگزاس بیشتر وقت خود را در منطقه خلیج کالیفرنیای مرکزی می‌گذراند به‌خصوص در سان فرانسیسکو و اوکلند.